# Salko Bukvarević
Salko Bukvarević (* 20. April 1967 in Gornje Hrasno, Gemeinde Kalesija; † 29. Juli 2020 in Sarajevo) war ein bosnischer Geowissenschaftler und Politiker (SDA).

## Leben
Bukvarević studierte an der Fakultät für Bergbau, Geologie und Bauingenieurwesen der Universität Tuzla, wo er 2004 einen Master-Abschluss erlangte und 2011 promoviert wurde. Ab 2012 arbeitete er für das öffentliche Energieversorgungsunternehmen Elektroprivreda Bosne i Hercegovine, wo er für Investitionen im Bergbau zuständig war. Daneben war er außerordentlicher Professor an seiner Fakultät.
Er war Gründungsmitglied der paramilitärischen Patriotska liga, die später in der Armija Republike Bosne i Hercegovine aufging, für die er bis 1995 am Bosnienkrieg teilnahm.
Er gehört zu den Gründern der SDA in Tuzla, in den Jahren 1996 bis 1999 war er Vorsitzender der Jugendorganisation der SDA und Mitglied des Parteivorstandes, danach von 2003 bis 2015 Ortsvereinsvorsitzender der SDA in Tuzla. Von 1997 bis 2006 war er Vorsitzender des Kulturzentrums Bosanski Kulturni Centar Tuzla.
Von 2007 bis 2010 war er Abgeordneter im Parlament des Kanton Tuzla. Von 2015 bis zu seinem Tod war er Minister für Kriegsveteranen in der Regierung der Föderation Bosnien und Herzegowina.
Am 22. Juni 2020 wurde Bukvarević positiv auf COVID-19 getestet. Mitte Juli verschlechterte sich sein Zustand und er wurde in die Universitätsklinik Sarajevo eingeliefert, am 28. Juli 2020 wurde er an ein Beatmungsgerät angeschlossen. Kurz darauf verstarb er im Alter von 53 Jahren. Er war verheiratet und Vater zweier Kinder.